# Odrzywół (Sainte-Croix)
Pour les articles homonymes, voir Odrzywół.
Odrzywół est une localité polonaise de la gmina de Złota, située dans le powiat de Pińczów en voïvodie de Sainte-Croix.